# KC compact
| QS-Informatik | Dieser Artikel wurde wegen inhaltlicher Mängel auf der Qualitätssicherungsseite der Redaktion Informatik eingetragen. Dies geschieht, um die Qualität der Artikel aus dem Themengebiet Informatik auf ein akzeptables Niveau zu bringen. Hilf mit, die inhaltlichen Mängel dieses Artikels zu beseitigen, und beteilige dich an der Diskussion! (+) Begründung: Überarbeitung notwendig: Fließtext, Belege. Knurrikowski (Diskussion) 14:49, 11. Apr. 2016 (CEST) |

Der KC compact ist ein Computer des Kombinats VEB Mikroelektronik „Wilhelm Pieck“ Mühlhausen aus der DDR. Er basiert auf der Systemarchitektur des Heimcomputers Amstrad/Schneider CPC, wobei unter anderem der Z80-Mikroprozessor durch den DDR-eigenen Nachbau U880 ersetzt wurde. Weil der Rechner erst kurz vor Ende der DDR die Serienreife erlangte (Serienproduktion erst ab April 1990), sind vermutlich nur wenige Geräte produziert und verkauft worden. Geplant war der Verkauf von 20.000 Stück für 2300 Mark.

## Computernachbauten im Ostblock
In Zeiten des Kalten Krieges und der damit einhergehenden Handelsbeschränkungen war es im Ostblock durchaus üblich, Mikroelektronik und auch ganze Rechner im Westen zu besorgen und mittels des Verfahrens des Reverse Engineering zu analysieren. Anschließend wurden die Geräte mit den im Osten vorhandenen Mitteln nachgebaut. Bedarfslücken entsprechend der Planvorgaben konnten so relativ einfach geschlossen werden, außerdem bildete man Spezialisten heran. Ein bekanntes Beispiel sind die zahlreichen Spektrum-Klone des Ostblocks, aber auch IBM-kompatible Großrechner, vor allem das Einheitliche System Elektronischer Rechentechnik, sind jenseits des „eisernen Vorhangs“ erschienen.
Im beiliegenden Servicehandbuch wurden Bauteile aus dem Ausland stets als solche gekennzeichnet, z. B. AY-3-8912 (Import NSW), SM 607 (Import Bulgarien) usw.

## Hardware

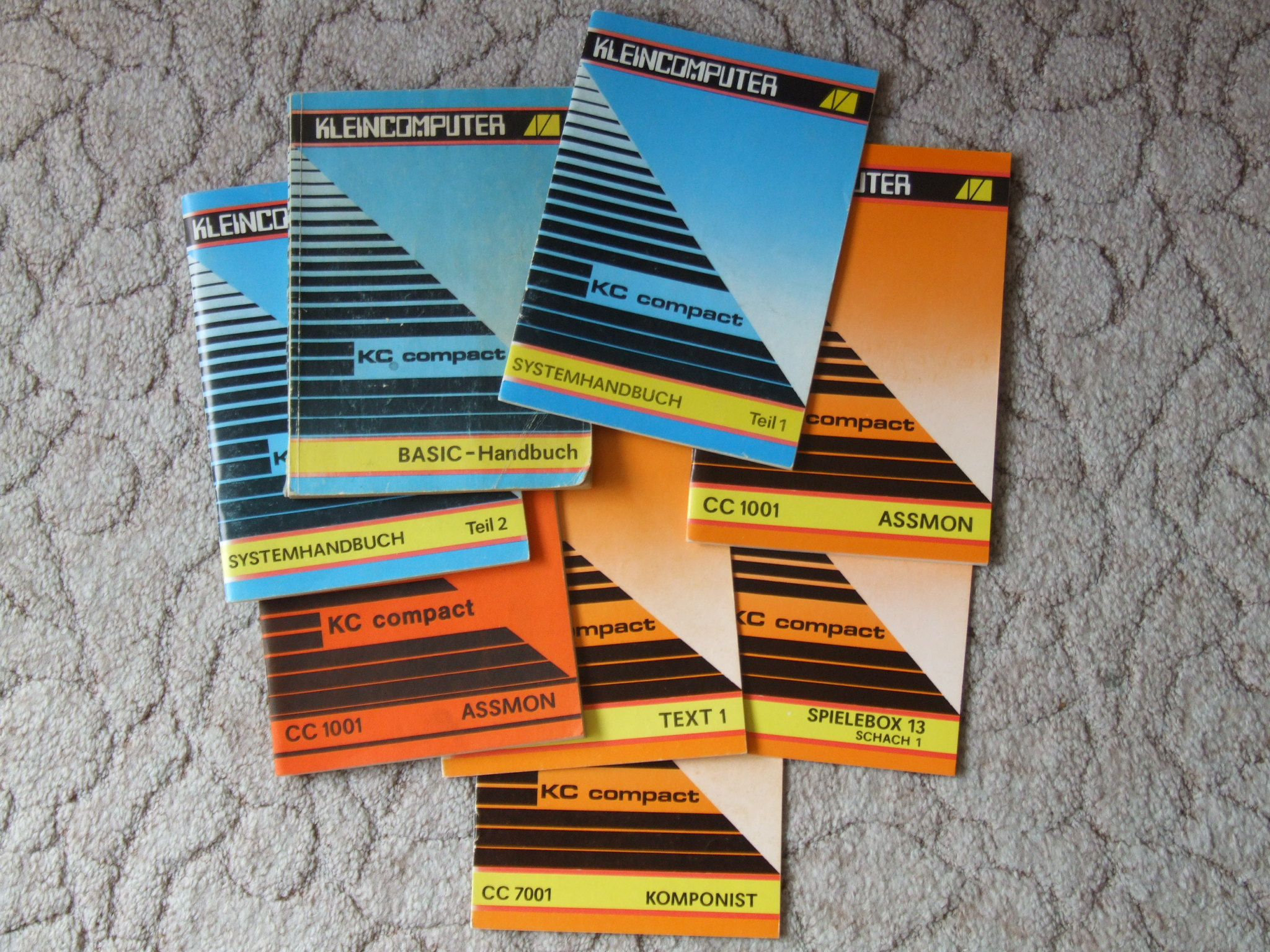
Handbücher für Hard- und Software für den KC compact

Der Computer besteht aus einem Grundgerät mit externem Netzteil. Es wurde das gleiche Gehäuse wie beim Robotron BIC A 5105 benutzt, die Elektronik ist aber nicht austauschbar. Folgende Anschlüsse sind am KC vorhanden:
1. Stromversorgung vom Netzteil
2. SCART-Buchse zum Anschluss an den Fernseher (gute Bild- und Tonqualität)
3. Antennenausgang zum Anschluss an den Fernseher (schlechte Bild- und Tonqualität)
4. Diodenbuchse zum Kassettenrecorder (externer Massenspeicher)
5. Diodenbuchse als zusätzlicher Tonausgang
6. Expansionsport für zusätzliche Geräte wie ein Diskettenlaufwerk
7. Druckerport

Wegen der zusätzlich eingebauten Spannungsversorgung für externe Geräte ist beim Anschluss von CPC-Originalteilen Vorsicht angebracht.
Im Rechner arbeitet eine UA880-CPU, die auf dem U880 basiert. Von den 64 KB RAM dienen standardmäßig 16 KB als Bildwiederholspeicher. Damit lassen sich bei 640×200 Punkten 2, bei 320×200 Punkten 4 und bei 160×200 Punkten 16 aus 27 Farben darstellen. Die Bildschirmansteuerung wird wie beim CPC über einen unkonventionell angeschlossenen Motorola 6845 realisiert; daher sind Größe und Lage des Bildes und Bildwiederholspeichers sehr weitgehend programmierbar.
Der Sound (AY-3-8912 Soundchip) konnte Anfang der 90er Jahre noch als gut eingestuft werden und ging deutlich über die Piepsgeräusche der KC-85-Serie hinaus. Es sind sowohl Hüllkurven als auch Rauschen erzeugbar. Der CIO-Schaltkreis U82536/U8036 (bzw. Zilog Z8536) erfüllt die Funktionen von PIO und CTC.
Einige Spezialschaltkreise des westlichen Vorbildes wurden durch Logikgatter ersetzt, eine in der DDR gängige Methode.
Als Zusatzgerät wurde auch ein Diskettenlaufwerk entwickelt. Damit ist der KC compact prinzipiell CP/M-tauglich.
Der Einführungspreis sollte 2300 Mark sein.

## Software

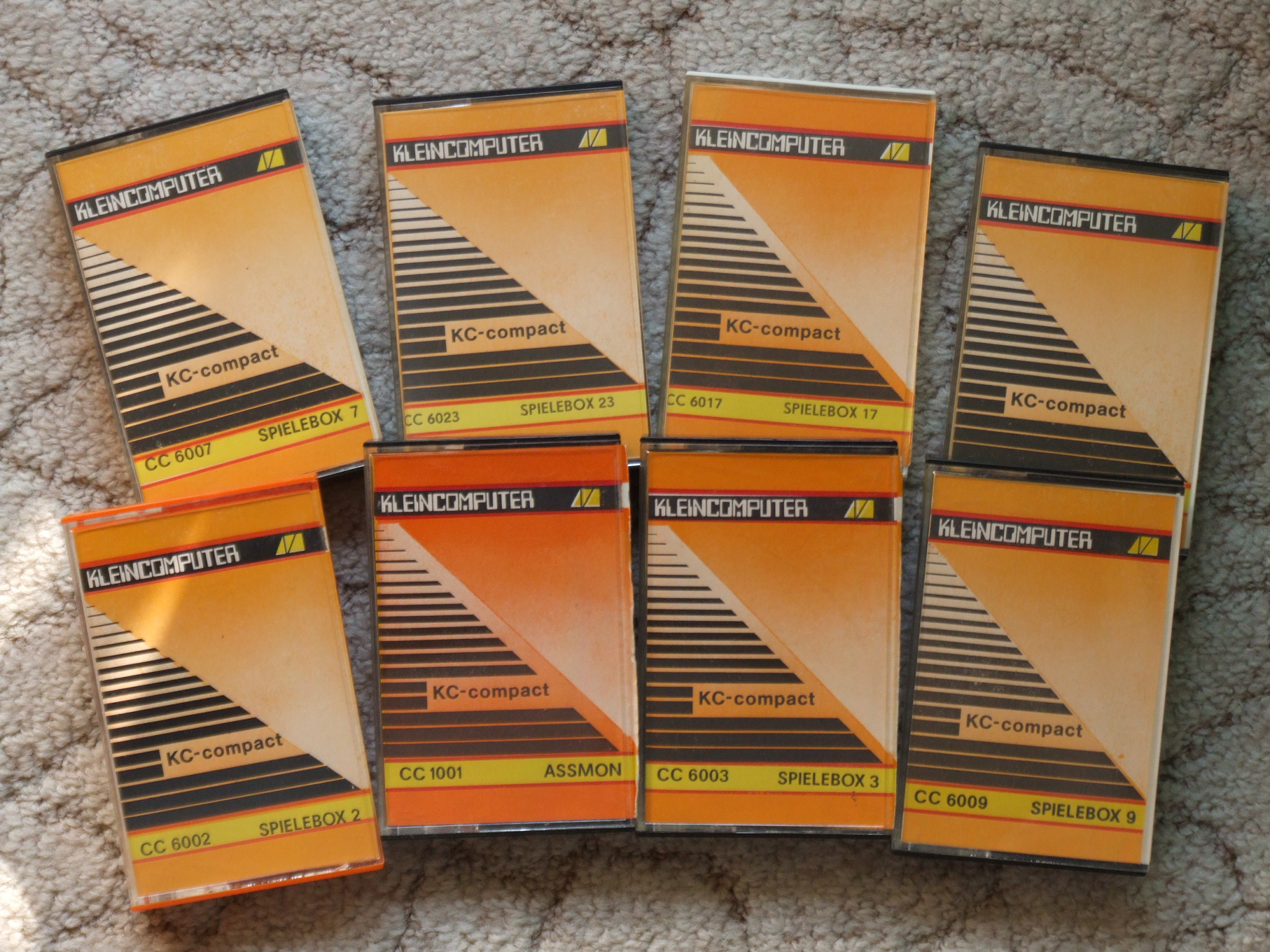
Programmkassetten für den KC compact, größtenteils Spiele

Nach dem Einschalten wird der BASIC-Interpreter gestartet, und man kann sofort anfangen, Programme zu schreiben. Das BASIC 1.1 ist sehr komfortabel (da einfach jenes Locomotive BASIC 1.1 des CPC kopiert wurde). Wegen der Softwarekompatibilität zu den westlichen CPCs kann man auf ein großes Angebot an Spielen und Anwendungen zurückgreifen. Vom Hersteller kamen einige Spiele sowie Anwendungen wie Textverarbeitung, Grafikprogramme und Pascal als Programmiersprache.

## Der KC compact und seine Technik
Mit 64 KB RAM und BASIC 1.1 ist er ein Nachbau des englischen Amstrad CPC 464, der in der BRD als CPC-464 angeboten wurde. Jedoch fehlt beim KC compact das interne Kassettenlaufwerk des CPC 464. Beim KC compact musste dazu ein Kassettenrekorder als Speichermedium extern angeschlossen werden. Als festes Betriebssystem bekam der KC compact eine Kopie des 'Locomotive BASIC 1.1' vom CPC 464. Statt des zusätzlich per externes Diskettenlaufwerk nur von startbaren Disketten verfügbare Betriebssystem CP/M 2.2 des CPC 464 wurde beim KC compact ein eingedeutschter CP/M-2.2-Clone namens MicroDOS verwendet, das zuvor bereits auf verschiedenen DDR-Rechnern im Einsatz war. Die neueren CPC 6128 Rechner stattete Amstrad mit CP/M 3.0 (von Amstrad vermarktet als 'CP/M Plus') und 128 KB Speicher aus. Diese CP/M Version, welche nun mittels Bank Switching auch mehr als 64 kB Speicher unterstützte, wurde nicht mehr eingedeutscht. Eigens entwickelte Software konnte ebenfalls von VEB Mikroelektronik „Wilhelm Pieck“ bezogen werden.
Äußerlich im eckig-flachen, hellen Gehäuse ohne Laufwerk, übernommen vom Bildungscomputer A 5105 und dem Tandy TRS-80, der schon für andere DDR Computer Pate stand ähnlicher als von den CPCs, steckte unter der Tastatur ein Nachbau der bekannten Rechnertechnik des CPC 464 mit anderen Mitteln. Verwendet wurde u. a.:
- als CPU ein U880 (bzw. UA 880D), ein Z80-Clone
- ein programmierbarer „Zilog 8546“-I/O-Baustein Typ U82536 statt der speziellen Amstrad-Bausteine. Theoretisch waren damit 64 Farben bzw. weitere Assembler-I/O-Optimierungen möglich.
- weitere Standardbausteine aus Fertigung der DDR, UdSSR bzw. anderer Ostblock-Länder
- ein der veränderten Hardware angepasster ROM-Inhalt

Extern ist festzustellen:
- genormte Schnittstellen (DIN, Centronics-Schnittstelle etc.)
- ein externes Netzteil mit weiterer Spannungsreduktion onBoard
- als Speichermedium dient – im Gegensatz zu den speziellen Datasetten, wie z. B. beim Commodore C64 verwendet – ein handelsübliches Kassettenlaufwerk oder ein externes 5¼"-Diskettenlaufwerk, das über einen externen, wie beim CPC 464 als „Rucksack“ aufgesetzten Controller, verbunden wird. In diesem waren im Falle des KC compact zusätzliche 64 KB RAM enthalten, so dass ein derart ausgestatteter KC compact weitgehend dem Amstrad/Schneider CPC6128 entsprach.
- eine ggü. dem original CPC erweiterte Spannungsversorgung für die externe Peripherie über die Standardschnittstellen.
- eine (direkte) Anschlussmöglichkeit für einen Bildschirm oder Fernseher

Der Nachbau ist derart gelungen, dass die Kompatibilität des doch etwas anderen Rechners sogar innerhalb der Baureihe der CPC-Rechner einzuschätzen ist. Die Hardwareschnittstellen sind allerdings nur teilweise identisch, auch einzelne Aufrufe unterscheiden sich, es war ja eine andere Peripherie angeschlossen. Ob die mit der veränderten Chipset-Hardware eventuell möglichen I/O-Leistungssteigerungen je ausgenutzt wurden, ist fraglich.
Bei zwei mittels Kabel verbundenen Rechnern bestand, einzigartig innerhalb der CPC-Serie, die Möglichkeit, den Speicherinhalt auf den jeweils anderen Rechner zu klonen. Dies dürfte schwerpunktmäßig für die Programmentwicklung und die dabei notwendigen Testläufe gedacht gewesen sein.
Unbestätigt ist die Produktionszeit zwischen 7. Oktober 1989 (DDR-Jubiläum) und 1990 (Wiedervereinigung). Über die Verbreitung, Stückzahlen bzw. Verwendung des Rechners innerhalb der DDR ist nicht viel bekannt. Das externe Diskettenlaufwerk, ebenfalls ein Clon des externen Diskettenlaufwerks des CPC hergestellt vom VEB Mikroelektronik „Wilhelm Pieck“, war noch mind. bis zum 5. Juli 1990 für 300,00 DM erhältlich. Aufgrund der kurzen Produktionszeit und damit verbundenen geringen Stückzahlen haben funktionsfähige KC compact einen hohen Sammlerwert, der den seiner westlichen Brüder erheblich übersteigt.